# Lista chrześcijańskich patronów miejsc

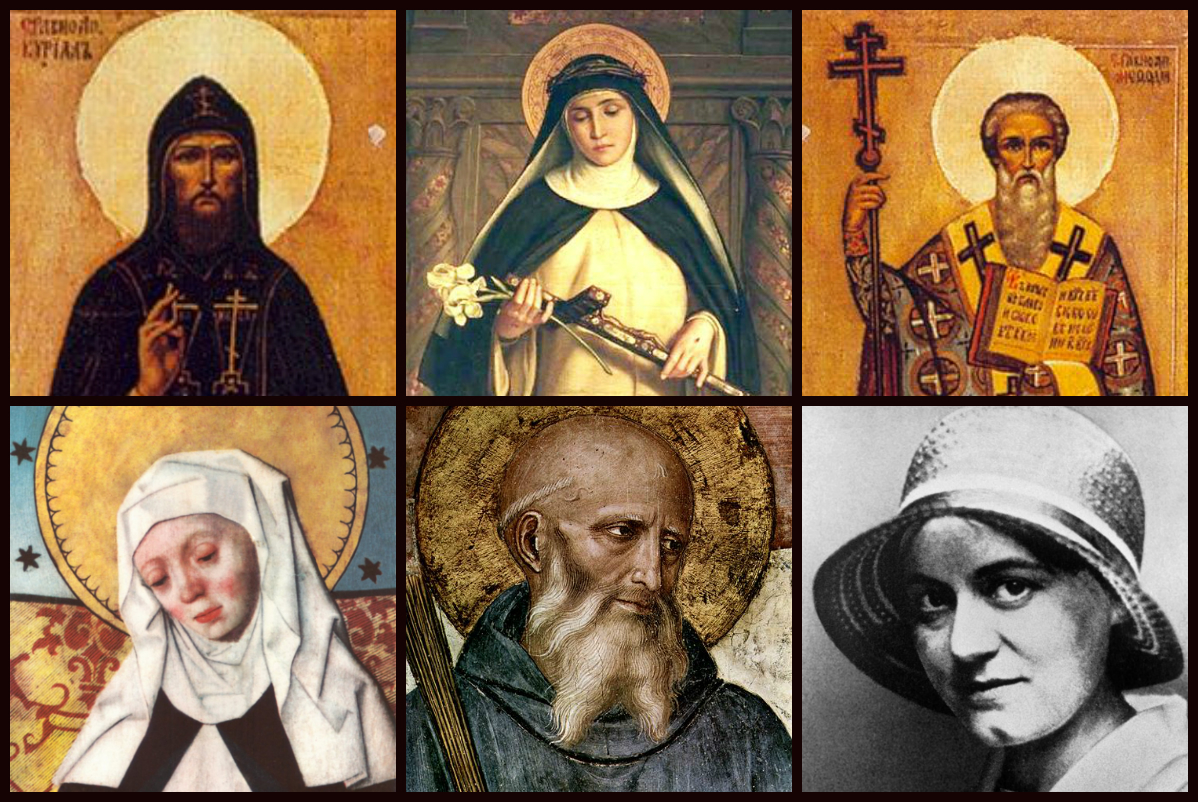
Święci patroni Europy

Chrześcijańscy patroni miejsc:

## Kontynenty
| Kontynent      | Patroni | Informacje dodatkowe                                                                                         |
| -------------- | --- | --- |
| Afryka         | - Mojżesz Etiopczyk - Maryja, Matka Boża (czczona jako Matka Boża, Królowa Afryki)                                                  | - Cyprian z Kartaginy jest patronem Afryki, rzymskiej prowincji (obecna Tunezja), ale nie całego kontynentu. |
| Ameryki (obie) | - Maryja, Matka Boża (czczona jako Matka Boża z Guadalupe) - Herman z Alaski - Innocenty z Alaski - Izaak Jogues - Józef z Nazaretu | |
| Antarktyda     | - Maryja, Matka Boża (czczona jako Matka Boska Śnieżna) - Jan Bosco                                                                 | |
| Australia      | - Maryja, Matka Boża (jako Wspomożycielka Wiernych) - Maria MacKillop                                                               | |
| Azja           | - Maryja, Matka Boża (jako Wspomożycielka Wiernych) - Franciszek Ksawery                                                            | - Jan Ewangelista jest patronem Azji Mniejszej, ale nie całego kontynentu.                                   |
| Europa         | - Benedykt z Nursji - Cyryl - Metody - Brygida Szwedzka - Katarzyna ze Sieny - Edyta Stein                                          | - Benedykt z Nursji jest głównym patronem                                                                    |

## Regiony
| Region                           | Patron                                            |
| -------------------------------- | ------------------------------------------------- |
| Afryka Południowa                | Róża z Limy                                       |
| Afryka Północna (Libia, Tunezja) | Cyprian z Kartaginy                               |
| Afryka Środkowa                  | Niepokalane Serce Maryi                           |
| Alzacja                          | Otylia z Hohenburga                               |
| Ameryka Centralna                | Piotr od św. Józefa de Betancur Oskar Romero      |
| Anatolia                         | Jan Ewangelista                                   |
| Australazja                      | Maryja, Matka Boża (jako Wspomożycielka Wiernych) |
| Daleki Wschód                    | Franciszek Ksawery                                |
| Indie Wschodnie                  | Róża z Limy                                       |
| Indie Zachodnie                  | Gertruda z Helfty Grzegorz I                      |
| Oceania                          | Piotr Chanel                                      |
| Skandynawia                      | Ansgar                                            |

### Mniejsze regiony
- Kraj Basków – Ignacy Loyola[6]
- Andaluzja – Jan z Ávili[7]
- Wyspy Kanaryjskie – Matka Boża z Candelarii,[8] Piotr od św. Józefa de Betancur[9]
- Wyspa Man – Maughold[10]
- Kerala – Tomasz Apostoł[11]

## Kraje

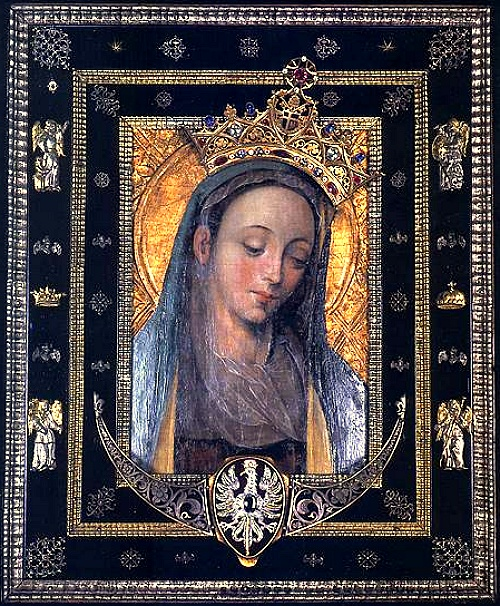
Obraz Matki Bożej, Królowej Polski

| Kraj                          | Patron |
| ----------------------------- | --- |
| Albania                       | Maryja, Matka Boża (jako Matka Boża Dobrej Rady) |
| Andora                        | Maryja, Matka Boża (jako Matka Boża Meritxell) |
| Angola                        | Niepokalane Serce Maryi |
| Argentyna                     | Maryja, Matka Boża (jako Matka Boża z Luján) Franciszek Solano Laura Vicuña Marcin z Tours |
| Armenia                       | Grzegorz Oświeciciel Bartłomiej Apostoł Juda Tadeusz Apostoł Mesrop Masztoc |
| Australia                     | Maryja, Matka Boża (jako Wspomożycielka Wiernych) Maria MacKillop |
| Austria                       | Józef z Nazaretu Koloman ze Stockerau Florian Leopold III Święty Maurycy Seweryn z Noricum Wirgiliusz z Salzburga |
| Azerbejdżan                   | Elisæus z Albanii Bartłomiej Apostoł Maryja, Matka Boża (jako Maryja, Obrończyni Kaukazu) |
| Bangladesz                    | Franciszek Ksawery |
| Barbados                      | Andrzej Apostoł |
| Belgia                        | Józef z Nazaretu |
| Belize                        | Jerzy |
| Białoruś                      | Cyryl Turowski Eufrozyna Połocka |
| Boliwia                       | Maryja, Matka Boża (jako Matka Boża z Candelarii, Matka Boska z Copacabany oraz Matka Boża z Góry Karmel) |
| Bośnia i Hercegowina          | Eliasz |
| Brazylia                      | Maryja, Matka Boża (jako Matka Boża z Aparecidy oraz Matka Boża Niepokalanie Poczęta) Piotr z Alkantary Józef Anchieta |
| Brunei                        | Franciszek Ksawery |
| Bułgaria                      | Cyryl Metody Jan Rilski |
| Chile                         | Maryja, Matka Boża (jako Matka Boża z góry Karmel) Jakub Większy Apostoł Teresa od Jezusa z Andów |
| Chiny                         | Maryja, Matka Boża (jako Madonna z Sheshan) Józef z Nazaretu Franciszek Ksawery Anna Wang |
| Chorwacja                     | Józef z Nazaretu (decyzją chorwackiego parlamentu od 1687 jest oficjalnym patronem tego kraju) Hieronim ze Strydonu Cyryl Metody |
| Cypr                          | Barnaba Łazarz z Betanii Małgorzata Antiocheńska |
| Czechy                        | Wojciech Agnieszka Przemyślidka Jan Nepomucen Ludmiła Czeska Cyryl Metody Prokop z Sazawy Zygmunt I Święty Wacław I Święty Wit |
| Dania                         | Ansgar Kanut IV Święty |
| Demokratyczna Republika Konga | Maryja, Matka Boża (jako Matka Bożą Niepokalanie Poczęta) Józef z Nazaretu |
| Dominikana                    | Maryja, Matka Boża (jako Matka Boża z Altagracia oraz Matka Boża Miłosierdzia) Dominik Guzmán |
| Egipt                         | Marek Ewangelista |
| Ekwador                       | Najświętsze Serce Jezusa Niepokalane Serce Maryi Maria Anna od Jezusa z Paredes Maryja, Matka Boża (jako Matka Boża z El Cisne) |
| Etiopia                       | Frumencjusz z Aksum Jerzy |
| Fidżi                         | Piotr Apostoł |
| Filipiny                      | Maryja, Matka Boża (jako Matka Boża Niepokalanie Poczęta, Matka Boża z Guadalupe, Matka Boża Wspomożycielka Wiernych, Matka Boża Nieustąjącej Pomocy oraz Niepokalane Serce Maryi) Wawrzyniec Ruiz Piotr Calungsod Pudentiana Róża z Limy Santo Niño de Cebú Franciszek Ksawery                                           |
| Finlandia                     | Henryk z Uppsali |
| Francja                       | Maryja, Matka Boża (jako Matka Boża Wniebowzięta) Archanioł Michał Dionizy Marcin z Tours Ludwik IX Święty Joanna d’Arc Remigiusz z Reims Teresa z Lisieux Petronela Radegunda z Turyngii |
| Grecja                        | Maryja, Matka Boża (jako Panagia) Jerzy Andrzej Apostoł Mikołaj z Miry Paweł z Tarsu |
| Grenlandia                    | Hans Egede |
| Gruzja                        | Jerzy Nino |
| Guam                          | Maryja, Matka Boża (jako Matka Boża z Camarin) |
| Gwatemala                     | Maryja, Matka Boża (jako Matka Boża Różancowa) Jakub Większy Apostoł Piotr od św. Józefa de Betancur |
| Gwinea Równikowa              | Maryja, Matka Boża (jako Matka Boża Niepokalanie Poczęta) Przemienienie Pana Jezusa |
| Haiti                         | Maryja, Matka Boża (jako Matka Boża Nieustającej Pomocy) |
| Hiszpania                     | Maryja, Matka Boża (jako Matka Boża Niepokalanie Poczęta) Jakub Większy Apostoł Teresa z Ávila |
| Holandia                      | Plechelm Willibrord |
| Honduras                      | Maryja, Matka Boża (jako Matka Boża z Suyapa) |
| Hongkong                      | Maryja, Matka Boża (jako Niepokalanie Poczęta) Józef z Nazaretu Franciszek Ksawery Anna Wang |
| Indie                         | Maryja, Matka Boża (Matka Boża Wniebowżieta) Tomasz Apostoł Franciszek Ksawery Jerzy |
| Indonezja                     | Maryja, Matka Boża (jako Matka Boża Nieustającej Pomocy) Józef z Nazaretu Tomasz Apostoł Franciszek Ksawery |
| Iran                          | Marutas z Mezopotamii Józef z Nazaretu |
| Irlandia                      | Patryk Kolumba opat z Hy Brygida z Kildare |
| Islandia                      | Ansgar Torlak |
| Izrael                        | Archanioł Michał |
| Jamajka                       | Maryja, Matka Boża (jako Matka Boża Wniebowzięta oraz Matka Boża z Niebieskich Gór) Jerzy |
| Japonia                       | Maryja, Matka Boża (jako Matka Boża z Akita) Piotr Chrzciciel Blázquez Józef z Nazaretu Franciszek Ksawery |
| Jordania                      | Jan Chrzciciel |
| Kambodża                      | Józef z Nazaretu Joseph Chhmar Salas |
| Kamerun                       | Maryja, Matka Boża (Niepokalane Serce Maryi) |
| Kanada                        | Jan de Brébeuf Józef z Nazaretu Anna Kanadyjscy męczennicy |
| Kenia                         | Maryja, Matka Boża (jako Maryja, Królowa Miłości) Jerzy |
| Kolumbia                      | Maryja, Matka Boża (jako Matka Boża z Chiquinquirá) Ludwik Bertrand Piotr Klawer Laura Montoya |
| Korea Południowa              | Maryja, Matka Boża (jako Maryja Niepokalanie Poczęta) Józef z Nazaretu Andrzej Kim Tae-gŏn Paweł Chŏng Ha-sang 103 męczenników koreańskich |
| Kostaryka                     | Maryja, Matka Boża (jako Matka Boża Anielska) |
| Kuba                          | Maryja, Matka Boża (jako Matka Boża Miłosierdzia) |
| Lesotho                       | Serce Maryi |
| Liban                         | Maryja, Matka Boża (jako Matka Boża Libanu) Barbara z Nikomedii Szarbel Makhlouf |
| Litwa                         | Kazimierz Jagiellończyk Jerzy |
| Luksemburg                    | Kunegunda Luksemburska Willibrord |
| Łotwa                         | Jerzy |
| Macedonia Północna            | Klemens z Ochrydy Cyryl Metody |
| Madagaskar                    | Wincenty a Paulo |
| Makau                         | Maryja, Matka Boża (jako Matka Boża Niepokalanie Poczęta) Jan Chrzciciel Józef z Nazaretu Franciszek Ksawery Katarzyna ze Sieny |
| Malezja                       | Franciszek Ksawery Jerzy |
| Malta                         | Maryja, Matka Boża (jako Matka Boża Wniebowzięta oraz Matka Boża Zwycięska) Paweł z Tarsu Agata Sycylijska Publiusz Jerzy (święty patron Gozo, jednej z wysp maltańskich) Urszula z Kolonii (święta patronka Gozo, jednej z wysp maltańskich)                                                                             |
| Mauritius                     | Ludwik IX Święty |
| Meksyk                        | Maryja, Matka Boża (jako Matka Boża z Guadalupe) Filip od Jezusa de Las Casas Józef z Nazaretu |
| Mołdawia                      | Jerzy |
| Monako                        | Devota |
| Mozambik                      | Niepokalane Poczęcie |
| Niemcy                        | Adalbert z Magdeburga Ansgar Bonifacy-Winfrid Bruno Kartuz Piotr Kanizjusz Kilian z Würzburga Archanioł Michał (jest patronem narodu niemieckiego, a nie państwa) Switbert Jerzy Maurycy |
| Nigeria                       | Patryk |
| Nikaragua                     | Jakub Większy Apostoł Maryja, Matka Boża (jako Matka Boża Niepokalanie Poczęta) |
| Norwegia                      | Olaf II Haraldsson Magnus Erlendsson |
| Nowa Kaledonia                | Maryja, Matka Boża (jako Matka Boża Wniebowzięta) |
| Nowa Zelandia                 | Maryja, Matka Boża (jako Matka Boża Wniebowzięta) Józef z Nazaretu |
| Pakistan                      | Franciszek Ksawery Jerzy |
| Palestyna                     | Maryja, Matka Boża (jako Matka Boża Królowa Palestyny) Jerzy |
| Papua-Nowa Gwinea             | Archanioł Michał Andrzej Apostoł Jerzy Józef z Nazaretu |
| Paragwaj                      | Maryja, Matka Boża (jako Matka Boża z Caacupe) Marcin z Tours |
| Peru                          | Róża z Limy Turybiusz de Mogrovejo Józef z Nazaretu |
| Polska                        | Maryja, Matka Boża (jako Najświętsza Maryja Panna Królowa Polski oraz Matka Boska Częstochowska) Wojciech Sławnikowic Stanisław ze Szczepanowa Stanisław Kostka Andrzej Bobola Jadwiga Andegaweńska Kazimierz Jagiellończyk Jacek Odrowąż Kinga Jan Kanty Florian Wacław I Święty Jan z Dukli Jadwiga Śląska Jan Paweł II |
| Południowa Afryka             | Jerzy Marcin z Tours |
| Portoryko                     | Maryja, Matka Boża (jako Matka Boża Opatrzności) |
| Portugalia                    | Maryja, Matka Boża (jako Matka Boża Niepokalanie Poczęta) Antoni Padewski Anioł Stróż Portugalii Jerzy |
| Rosja                         | Maryja, Matka Boża (jako Matka Boża Władająca) Aleksander Newski Andrzej Apostoł Bazyli Wielki Kazimierz Jagiellończyk Jerzy Józef z Nazaretu Włodzimierz I Wielki Borys Gleb Sergiusz z Radoneża Teresa z Lisieux |
| Rumunia                       | Maryja, Matka Boża Andrzej Apostoł Stefan III Wielki Jerzy Paraskiewa Jan Nowy |
| Rwanda                        | Chrystus Król Andrzej Apostoł Józef z Nazaretu |
| Salwador                      | Maryja, Matka Boża (jako Królowa Pokoju) Przemienienie Pana Jezusa |
| San Marino                    | Maryn z San Marino Mikołaj z Miry Agata Sycylijska |
| Serbia                        | Sawa Cyryl Metody |
| Singapur                      | Franciszek Ksawery Józef z Nazaretu Anna Wang |
| Słowacja                      | Maryja, Matka Boża (jako Matka Boska Bolesna) Cyryl Metody |
| Słowenia                      | Józef z Nazaretu Cyryl Metody |
| Sri Lanka                     | Franciszek Ksawery Wawrzyniec z Rzymu Józef Vaz Tomasz Apostoł Maryja, Matka Boża (jako Matka Boża Lanki oraz Matka Boża Madhuis) Jerzy |
| Stany Zjednoczone             | Herman z Alaski Maryja, Matka Boża (jako Matka Boża Niepokalanie Poczęta) |
| Sudan                         | Józefina Bakhita |
| Syria                         | Barbara z Nikomedii |
| Szwajcaria                    | Gaweł Mikołaj z Flüe |
| Szwecja                       | Brygida Szwedzka Eryk IX Zygfryd z Växjö |
| Tajlandia                     | Maryja, Matka Boża (jako Matka Boża Wniebowzięta) Józef z Nazaretu |
| Tajwan                        | Maryja, Matka Boża (jako Matka Boża Niepokalanie Poczęta) Józef z Nazaretu Anna Wang |
| Tanzania                      | Maryja, Matka Boża (jako Matka Boża Niepokalanie Poczęta) Jerzy |
| Timor Wschodni                | Niepokalane Poczęcie Najświętszej Maryi Panny |
| Tunezja                       | Cyprian z Kartaginy |
| Turcja                        | Jan Ewangelista Jerzy |
| Uganda                        | Męczennicy z Ugandy Maryja, Matka Boża (jako Matka Boża Afryki) |
| Ukraina                       | Andrzej Apostoł Jerzy Włodzimierz I Wielki |
| Urugwaj                       | Maryja, Matka Boża (jako Matka Boża Trzydziestu Trzech) Jakub Mniejszy Apostoł Filip Apostoł |
| Wenezuela                     | Maryja, Matka Boża (jako Matka Boża z Coromoto) |
| Węgry                         | Maryja, Matka Boża Wojciech Anastazy-Astryk Emeryk Cyryl Gerard Sagredo Stefan I Święty Elżbieta z Turyngii |
| Wielka Brytania               | Jerzy (Anglia), Andrzej Apostoł (Szkocja), Święty Patryk (Północna Irlandia), oraz Dawid z Menevii (Walia). |
| Wietnam                       | Józef z Nazaretu Wietnamscy męczennicy |
| Włochy                        | Katarzyna ze Sieny Franciszek z Asyżu |
| Wyspy Owcze                   | Olaf II Haraldsson |
| Wyspy Salomona                | Archanioł Michał |

### Nieistniejące kraje
| Kraj                                       | Patron                                                                              |
| ------------------------------------------ | ----------------------------------------------------------------------------------- |
| Cesarstwo Rzymskie                         | Archanioł Michał                                                                    |
| Czechosłowacja                             | Wojciech Sławnikowic, Jan Nepomucen, Ludmiła Czeska, Cyryl, Metody, Wacław I Święty |
| Flandria                                   | Wilibrord                                                                           |
| Królestwo Bośni                            | Grzegorz Cudotwórca                                                                 |
| Królestwo Jugosławii                       | Cyryl i Metody                                                                      |
| Królestwo Serbii                           | Wit                                                                                 |
| Księstwo Czarnogóry · Królestwo Czarnogóry | Piotr I Petrowić-Niegosz                                                            |
| Księstwo Mediolanu                         | Ambroży z Mediolanu                                                                 |
| Liwonia                                    | Maryja, Matka Boża                                                                  |
| Lotaryngia                                 | Mikołaj z Miry                                                                      |
| Mi’kmaq                                    | Anna                                                                                |
| Hospodarstwo Mołdawskie                    | Jan Nowy                                                                            |
| Królestwo Prus                             | Wojciech Sławnikowic, Dorota z Mątowów, Juta z Chełmży                              |
| Republika Genui                            | Jerzy                                                                               |
| Republika Raguzy                           | Błażej z Sebasty                                                                    |
| Republika Wenecka                          | Marek Ewangelista, Teodor z Amasei                                                  |
| Ruś Kijowska                               | Archanioł Michał                                                                    |